# Liebauïta
La liebauïta és un mineral de la classe dels silicats. Rep el nom en honor del professor Friedrich Karl Franz Liebau (31 de maig de 1926 - 11 de març de 2011), químic alemany i professor de mineralogia i cristal·lografia a la Universitat Christian-Albrechts de Kiel, Alemanya.

## Característiques
La liebauïta és un silicat de fórmula química Ca₃Cu₅Si9O26. Cristal·litza en el sistema monoclínic. La seva duresa a l'escala de Mohs es troba entre 5 i 6.
Segons la classificació de Nickel-Strunz, la liebauïta pertany a «09.DO - Inosilicats amb 7-, 8-, 10-, 12- and 14-cadenes periòdiques» juntament amb els següents minerals: piroxferroïta, piroxmangita, pel·lyïta, nordita-(Ce), nordita-(La), ferronordita-(Ce), manganonordita-(Ce), ferronordita-(La) i alamosita.

## Formació i jaciments
Va ser descoberta a Nickenicher Weinberg, a la localitat de Nickenich, dins el districte de Mayen-Koblenz de l'estat de Renània-Palatinat (Alemanya). També ha estat descrita a la veïna Nickenicher Sattel, també a Nickenich. Aquests dos indrets són els únics de tot el planeta on ha estat descrita aquesta espècie mineral.